# Пусторадицы
Пустора́дицы (Пустора́дица) — историческое село в Кадуйском районе Вологодской области. Состоит из деревень Кадуй, Селище, Филино, Жорновец, Черново и Пугино.

## Инфраструктура
В доме № 12 была библиотека, в настоящее время (2022г.) закрыта. Находившийся в доме № 46 Дом Культуры был закрыт в начале 1990-х годов.

## Достопримечательности
Основная достопримечательность Пусторадиц — каменная церковь — была разрушена в середине 1930-х годов. Кирпичи, из которых была сделана церковь, были разобраны жителями.
Недалеко от здания библиотеки установлен памятник погибшим в Великой Отечественной войне.

## Транспорт
Связь с другими населёнными пунктами осуществляется посредством автобусов, проезжающих мимо деревни транзитом из Кадуя в Андроново, Марыгино и Бойлово. Остановка расположена в нескольких сотнях метров от деревни.

## Известные личности, родившиеся в Пусторадицах
- Протоиерей Павел (Кедринский Павел Антонович) — кандидат богословия, в различное время бывший псаломщиком, священникм и настоятелем Владимирской церкви в Санкт-Петербурге, впоследствии — настоятель церкви Симеона и Анны[2].

- Туман
- Дорога к остановке
- Пусторадицы